# Bobowo Pomorskie

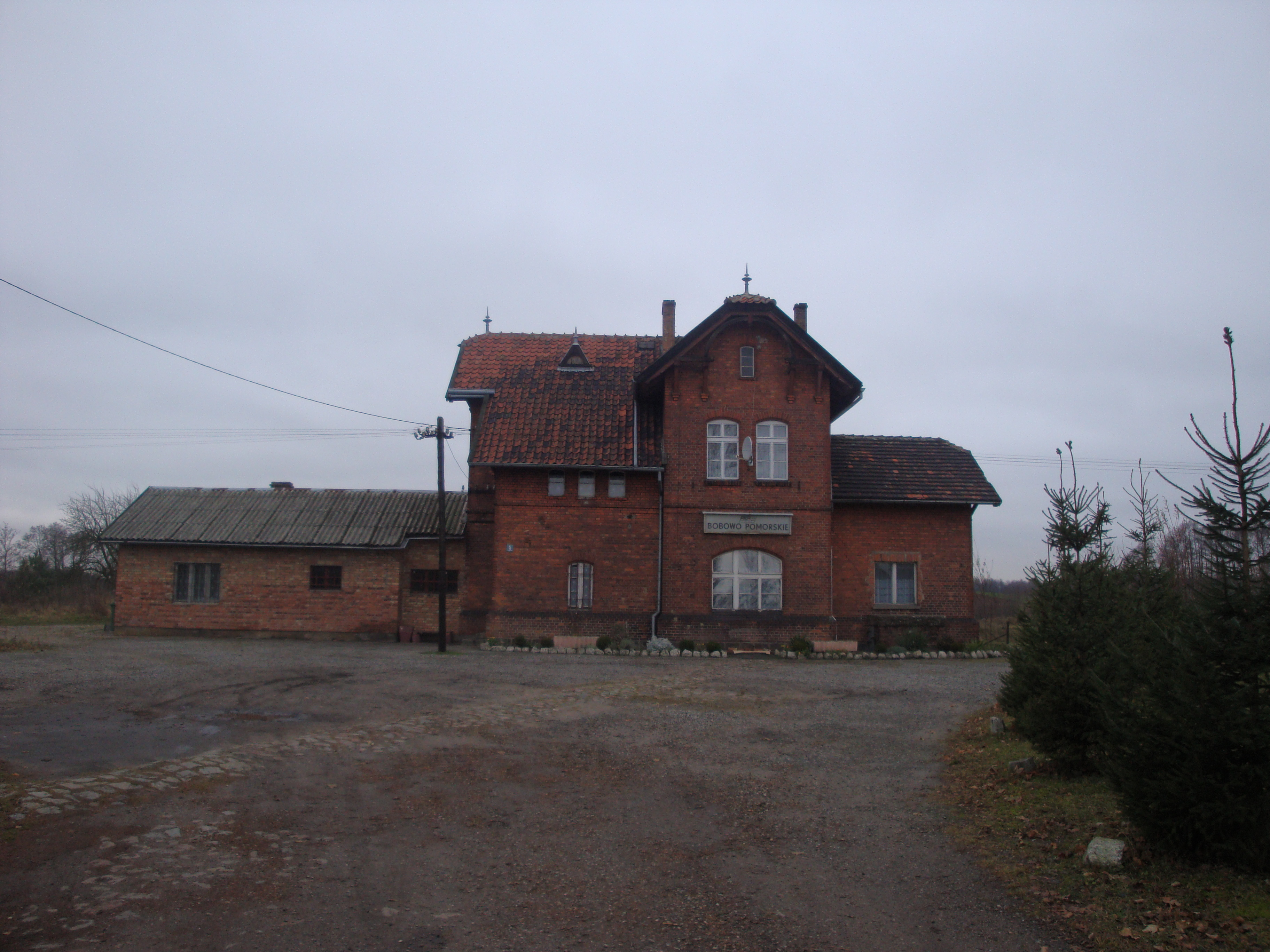
Stacja w roku 2009

Bobowo Pomorskie – nieczynny przystanek kolejowy w Bobowie, w województwie pomorskim, w Polsce.